# Lunochodprogrammet
Lunochodprogrammet var ett sovjetiskt rymdprogram, där man utforskade månens yta med radiostyrda fordon.
Lunochod-programmet utvecklades under stor sekretess och var därför till stora delar okänt för västvärlden även efter månlandningen. Efter Sovjetunionens fall har ett betydande kunskapsutbyte ägt rum mellan amerikanska och ryska tekniker, vilket bland annat har inspirerat till de amerikanska Marsbilarna.
Minst fyra fordon byggdes. Den första förstördes under uppskjutningen.

## Utseende och funktion
Lunochod var framtagen för att fungera som förtrupp för en bemannad sovjetisk månlandning. Den skulle först hitta en lämplig landningsplats för den bemannade landningen och sedan fungera som radiofyr vid denna tänkta landningen.
Om sedan kosmonauten skulle behöva överge sin landare och uppsöka back-up månlandaren skulle Lunochod vara utrustad med extra syreförråd för kosmonautens promenad till back-up månlandaren.
Den tubliknande delen var fäst på åtta hjul och hade ett konvex-format lock. Varje hjul drevs av en egen motor och broms. Dessa styrdes av ett team på fem personer här på jorden och kommunikationen skedde genom en komformad omni-antenn och en effektiv riktningshelixantenn. 
För kunna fullfölja sitt uppdrag bar Lunohod 1 även på särskilda vetenskapliga instrument. Det var bland annat fyra TV-kameror, varav tre av dem tog panoramabilder för att fånga miljön, konpenetrometer för att bestämma de fysikaliska egenskaperna hos det heterogena materialet som täcker sten och en röntgenspektrometer för att bestämma dess kemiska egenskaper. Ombord på rymdbilen fanns även röntgenteleskop och en kosmisk strålningsdetektor.   För att rymdfordonet skulle klara av de kalla nätterna var den utrustad med en isotop av Polonium-210, och solpaneler användes för att tillföra den ström som Lunokhod 1 krävde för att fungera. 

## Lunochod 201
Under uppskjutningen den 19 februari 1969, kollapsade skyddet runt rymdsonden, detta skadade raketen och ledde till att den exploderade 51 sekunder efter uppskjutningen.

## Lunochod 1
Luna 17 landsatte Lunochod 1 på månen, den 17 november 1970. Den sände tillbaka tusentals bilder av månens yta och förflyttade sig drygt 10,5 kilometer. Den 14 september 1971 förlorade man kontakt med fordonet.

## Lunochod 2
Luna 21 landsatte Lunochod 2 på månen, den 15 januari 1973. Den sände tillbaka tusentals bilder av månens yta och förflyttade sig drygt 37 kilometer. Man förlorade kontakten med fordonet någon gång under maj månad 1973.

## Lunochod 3
En Lunochod 3 byggdes men flögs aldrig till månen, Lunochod 3 finns idag på NPO Lavochkins museum.

## Tjernobylkatastrofen
Delar av de konstruktioner som togs fram under utvecklingen av Lunochodprogrammet användes senare som grund för de fjärrstyrda robotar som rensade upp efter Tjernobylkatastrofen.

### Fotnoter
1. ↑  ”Encyclopedia Astronautica” (på engelska). Mark Wade. http://www.astronautix.com/l/lunaye-8.html. Läst 11 mars 2018.
2. 1 2   Encyclopedia Astronautica, Sökord: Lunokhod, 2014-05-22
3. ↑  National Aeronautics and Space Administration, Sökord: Lunokhod, 2014-05-22
4. ↑  Lunar Reconnaissance Orbiter Camera Arkiverad 27 maj 2017 hämtat från the Wayback Machine., Sökord: Lunokhod 1, 2014-05-22